# Yvan Belleau
Pour les articles homonymes, voir Yvan.
Yvan Belleau (né en 1958) est un clarinettiste, et saxophoniste de jazz québécois. Belleau est un membre du groupe Misses Satchmo.

## Biographie
Né en 1958 à Montréal, Yvan Belleau étudie la clarinette avec Gilles Moisan et plus tard avec Robert Crowly à l’Université de Montréal d’où il obtient un baccalauréat en clarinette classique. Sans jamais abandonner l’instrument de ses rêves de jeune adolescent qui écoutait les grands big bands américains, il apprivoise par la suite les saxophones soprano, alto et ténor, puis la clarinette basse.
Grâce à une grande maîtrise de ses instruments, à sa virtuosité et à ses talents d’improvisateur, il est devenu un musicien réputé et reconnu dans le milieu du jazz québécois, canadien et international.
Il est choisi pour représenter le Canada à Budapest en Hongrie, dans le cadre de l’événement de l’Union Européenne des radios et télévision. Le concert enregistré a été diffusé dans plus de 40 pays.
Depuis dix ans, il enseigne et a grandement collaboré à l'école secondaire Ozias-Leduc. Depuis son arrivée à l'école, le programme de concentration musique a gagné en prestige au Québec parmi les musiciens professionnels ainsi que les autres écoles de concentration musique. Il dirige d'ailleurs certaines harmonies de l'école.

## Enregistrements
Il est régulièrement appelé comme collaborateur auprès de musiciens de jazz tels que Vic Vogel, Bernard Primeau, Guy Nadon , Frédéric Alarie, Sylvain Provost, Normand Lachapelle, etc. et aussi comme accompagnateur d’artistes : Patricia Kaas, Martin Deschamps, Nanette Workman, Raôul Duguay, etc.
Depuis les années 1990, il est de toutes les programmations du Festival International de Jazz de Montréal en salle ou sur scènes extérieures, soit en tant que collaborateur ou comme chef. Il fut pendant presque 15 ans collaborateur d'Éval Manigat avec qui il a enregistré quatre albums dont l’un fut primé au JUNO en 1995. Il est aussi, depuis de nombreuses années, le fidèle acolyte du célèbre batteur Guy Nadon avec qui il a enregistré deux disques et bon nombre d’émissions de télévision et de radio et présenté de très nombreux concerts. 
En 2006, c’est d’ailleurs aux côtés du « Roi du drum » qu’il participe comme soliste à une série de concerts avec l’Orchestre symphonique de Winnipeg. Depuis quelques années, il collabore aussi de façon complice et régulière à des événements avec Raôul Duguay (Cirque du Soleil, Musée national des beaux-arts du Québec…)

## Discographie
- 2002 : Clair et Net
- 2009 : Pas à Pas
- 2013 : Mix-cités

### Comme Sideman
- 2020: Quinsin Nachoff, Pivotal Arc, (Whirlwind Recordings, WR4761)